# Локотская
Локотская — нежилая деревня в Вельском районе Архангельской области. Относится к муниципальному образованию «Ракуло-Кокшеньгское». Имеет 
неофициальное местное название Лагмаз. Близ деревни находятся развалины фермы.

## География
Деревня расположена в 51 километрах по автомобильной дороге "Коноша-Вельск-Шангалы" на восток от Вельска на левом берегу реки Кокшеньга (приток Устьи). Поблизости от деревни находится старица Кокшеньги - озеро Локоть, от которого деревня и получила своё название. Ближайшие населённые пункты: на северо-востоке деревня Островская. 
Часовой пояс
Локотская, как и вся Архангельская область, находится в часовой зоне МСК (московское время). Смещение применяемого времени относительно UTC составляет +3:00.

## Население
| 2002 | 2010 | 2012 | 2014 |
| ---- | ---- | ---- | ---- |
| 0    | →0   | →0   | →0   |

## История
Указана в «Списке населённых мест по сведениям 1859 года» в составе Вельского уезда Вологодской губернии под номером «2465» как «Локотовская(Лошасъ)». Насчитывала 3 двора, 9 жителей мужского пола и 11 женского.
В материалах оценочно-статистического исследования земель Вельского уезда упомянуто, что в 1900 году в административном отношении деревня входила в состав Ракуло-Кокшеньгского сельского общества Устьвельской волости. На момент переписи в селении Лохотское(Лагмосъ) находилось 6 хозяйств, в которых проживало 20 жителей мужского пола и 26 женского.